# PGC 11210
LEDA/PGC 11210, auch UGC 2435, ist eine Spiralgalaxie vom Hubble-Typ Scd im Sternbild Perseus am Nordsternhimmel. Sie ist schätzungsweise 221 Millionen Lichtjahre von der Milchstraße entfernt und hat einen Durchmesser von etwa 110.000 Lichtjahren. Vom Sonnensystem aus entfernt sich das Objekt mit einer errechneten Radialgeschwindigkeit von näherungsweise 4.900 Kilometern pro Sekunde.
Gemeinsam mit fünf weiteren Mitgliedern bildet sie die Lyons Groups of Galaxies LGG 80 um PGC 11625. Im selben Himmelsareal befinden sich unter anderem die Galaxien PGC 2061453, PGC 2063593, PGC 2066850, PGC 2069148.